# 데이빗 니클

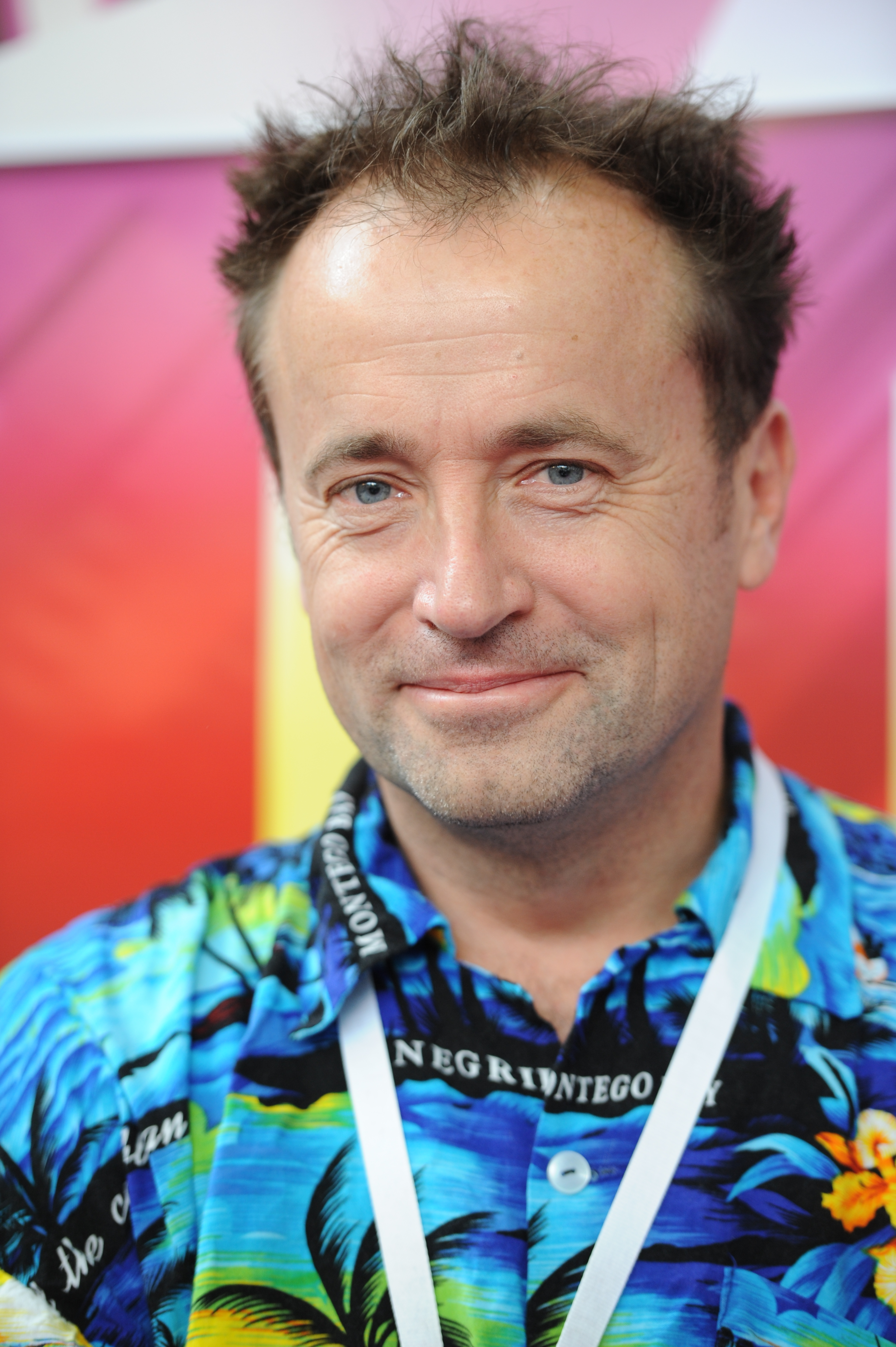

데이비드 니클(David Nykl, 1967년 2월 7일 ~ )은 체코 출신의 캐나다 배우이다.
프라하에서 태어났다.

## 영화
- 환생 (2015년)
- 얼어붙은 문명 (2015년)
- 투모로우랜드 (2015년) - 과학 선생님 역
- 부두 (2010년)
- 더 심스트리스 (2009년)
- Encounter with Danger (2009)
- 마스터즈 오브 호러 에피소드 2 - 마녀의 집 (2005년)
- 테로닥틸 (2005년)
- 스타게이트 - 아틀란티스 (2004년)
- 스틸링 시나트라 (2003년)
- 콜드 스쿼드 (1998년) - 번하트 역
- 체인 히트 3 (1998년)
- 크래커잭 2 (1997년)
- 세크리드 카고 (1995년)